# Maxwell Lord
Maxwell "Max" Lord IV è un personaggio dei fumetti statunitensi creato da Keith Giffen, J.M. DeMatteis (testi) e Kevin Maguire (disegni), pubblicato dalla DC Comics. La sua prima apparizione avviene in Justice League (Vol. 1) n. 1 (maggio 1987).
Originariamente introdotto come un astuto e potente uomo d'affari alleato della Justice League e fondamentale nella formazione della Justice League International, Maxwell Lord è stato successivamente sviluppato come un personaggio dalla moralità grigia, antagonista sia della Justice League che, soprattutto, di Wonder Woman.

## Storia editoriale
La prima apparizione del personaggio avviene sul n. 1 del primo volume di Justice League, datato maggio 1987, in una storia co-scritta da Keith Giffen e J.M. DeMatteis e disegnata da Kevin Maguire, per poi diventare un coprimario della testata dipinto, nel corso della run di Giffen e DeMatteis, come un personaggio amorale ma dotato di sfumature eroiche, fino alla sua morte apparente in Justice League America (Vol. 1) n. 94, del dicembre 1994, e a un successivmo arco narrativo che lo vede rianimato come cyborg, mai concluso a causa della chiusura della testata col numero 113, datato agosto 1996.
Il personaggio è stato successivamente riesumato nelle miniserie in sei numeri Formerly Known as the Justice League e I Can’t Believe It’s Not The Justice League, per poi comparire sulle pagine di Countdown to Infinite Crisis in veste di nuovo Re Nero di Checkmate, venendo infine ucciso da Wonder Woman in Wonder Woman (Vol. 2) n. 219 (settembre 2005).
Nel 2009 il personaggio viene riportato nuovamente in vita durante gli eventi di La notte più profonda.

## Biografia del personaggio

### Justice League International
Nato il 1° aprile 1951 a Marblehead, Massachusetts, da Maxwell III e Naomi Lord, poco dopo la sua nascita i genitori si separano e la madre va a vivere a Los Angeles, motivo per il quale Max viene cresciuto nel Connecticut dal padre, professore di inglese all’Università Yale che cerca di instillargli alti valori morali restando profondamente deluso quando il figlio decide di intraprendere una carriera nella finanza piuttosto che nel giornalismo. Durante gli anni universitari alla Tuck School of Business, Max si innamora della compagna di corso Sylvia Duani, con cui ha un matrimonio lampo che tuttavia finisce col divorzio dopo solo un mese. Dopo la laurea, Max viene assunto alla Innovative Concepts, di cui scala le gerarchie grazie alle sue innati doti manipolatorie, tanto da progettare di assumerne il controllo completo e ucciderne il presidente inscenando un incidente dopo essere andato a fare arrampicata su roccia con lui, sebbene poi desista da tale intento e, nel momento in cui l’uomo ha davvero un incidente e cada in un burrone, Max decida di avventurarvisi per salvarlo finendo per scoprire un laboratorio segreto del Dio della Scienza di Nuova Genesi Metron, contenente un supercomputer governato dall’intelligenza artificiale senziente Kilg%re, che gli promette di conferirgli potere ed influenza a patto che lo aiuti nei suoi piani di controllo mondiale. Accettata l’offerta, Max diventa il nuovo presidente della Innovative Concepts e le ribattezza Maxwell Lord Enterprises rendendole, grazie all’aiuto di Kilg%re, una delle compagnie più ricche del mondo. All’incirca in questo periodo, si sposa altre due volte, sempre con Claire Montgomery, divorziando in entrambe le occasioni.
A seguito degli eventi di "Crisi sulle Terre infinite" la Justice League rimane priva di leadership e, approfittando di ciò, Max, seguendo le direttive di Kilg%re, decide di assumerne il controllo manipolando l’ex-paziente di un manicomio criminale affinché assaltasse l’assemblea delle Nazioni Unite con una bomba attaccata al petto che, tuttavia, si rivela già disinnescata da Max provocandone la morte nel momento in cui la Justice League interviene. Strumentalizzando l’evento Max assume il controllo della squadra, facendo entrare Booster Gold tra le sue fila e presentandosi al pubblico come loro addetto stampa ufficiale. Poco tempo dopo, l’uomo ottiene dal consiglio di sicurezza delle Nazioni Unite lo status di branca ufficiale dell’organizzazione per la Justice League, che ottiene così un’ambasciata per ogni Paese dell’Unione venendo ribattezzata Justice League International.
Dopo che la sua segretaria, rivelatasi una talpa dei Manhunters, spara a bruciapelo a Max portando Kilg%re ad ucciderla per poi rianimarlo, l’uomo gli si ribella e, quando l’IA si trova a dover abbandonare il laboratorio di Metron a causa dell’imminente ritorno di quest’ultimo e gli chiede di caricarlo su internet, egli per tutta risposta lo distrugge disperdendone la coscienza. Durante il successivo periodo di riabilitazione, Max viene invitato a entrare a far parte di una società segreta di miliardari chiamata Arcana i cui membri hanno per nome in codice numeri e semi di carte da gioco, divenendo il “Tre di Quadri”, rimanendo tuttavia convalescente per diversi mesi.

### Metaumano
A seguito degli eventi di Invasione! Maxwell Lord risulta tra le poche persone che, dopo l’esplosione della gene-bomba dei Dominatori, sviluppa dei superpoteri tramite l’attivazione del proprio metagene latente, ottenendo così l’abilità di controllare – seppur a fatica – le manti altrui, che sfrutta per fare in modo che la Cacciatrice decida di unirsi alla Justice League, nel frattempo divisasi in Justice League America e Justice League Europe.
Poco dopo Max annette alla Justice League l’isola senziente di Kooey Kooey Kooey siglando un accordo con gli abitanti secondo cui si sarebbero impegnati a difenderne lo stile di vita, motivo per il quale incorrono nelle ire dell’isola stessa quando Kilowog, Blue Beetle e Booster Gold ci costruiscono un casinò; inoltre, organizza una gara di beneficienza tra la squadra e il Conglomerato, un gruppo di supereroi gestito per ripicca dalla sua ex-moglie Claire Montgomery. I neo-acquisiti poteri mentali vengono inizialmente tenuti segreti da Max, finché J’onzz J’onzz se ne accorge spingendolo ad ammettere la verità.
Dopo aver subito un attentato fuori dall’ambasciata di New York della Justice League, Max viene posseduto da Dreamslayer e dai suoi servitori robot, gli Estremisti, che una volta assunto il controllo del suo corpo ne aumentano le capacità psichiche permettendogli di controllare migliaia di menti in una volta sola, così da spingere i membri della Justice League a scontrarsi tra loro finché Silver Sorceress si sacrifica per uccidere Dreamslayer liberando Maxwell Lord dal suo influsso. A seguito di tutto ciò l’uomo perde la fiducia dei membri della Lega e, soprattutto, di Superman e, dopo la morte di quest’ultimo, forma perciò una nuova iterazione del gruppo che viene però decimata dal Dottor Destiny, lasciando come membri superstiti Wonder Woman e pochi altri. L’amazzone entra immediatamente in conflitto con Lord e, dopo che questi tenta di fermare una missione non autorizzata di Capitan Atom con un dispiegamento di forze, essa prende le difese dell’amico ed assume il controllo del gruppo estromettendo Max.

### Cyborg
Persa la sua posizione nella Justice League, Max viene ricoverato per un tumore al cervello inoperabile a sua insaputa provocatogli da Kilg%re che, rimasto nell’ombra fino ad allora, lo avvicina proponendogli di salvarlo a apatto che torni a lavorare per lui. Max accetta e, dopo che il suo corpo fisico muore, Kilg%re trasferisce la coscienza dell’uomo all’interno di uno dei robot Estremisti, Lord Havok. Nella sua nuova forma, Lord assume il controllo della società segreta Arcana e ordisce un attacco contro il quartier generale della Justice League.
Anni dopo, Lord altera il suo corpo da cyborg per farlo somigliare alla sua forma umana e recluta alcuni ex-membri della Justice League International, L-Ron, Capitan Atom, Blue Beetle, Booster Gold e Fire, istituendo il gruppo di supereroi "di quartiere" de i "Superamici", che tuttavia si sciolgono poco tempo dopo.
In Crisi d'identità, Lord viene visto ai funerali di Sue Dibny assieme a Booster Gold.

### Crisi infinita
In concomitanza a Crisi infinita la storia di Maxwell Lord subisce alcune alterazioni tramite retcon, nella nuova realtà narrativa è figlio di Arthur e Rebecca Lord che, rimasta vedova, lo cresce in maniera abusante e manipolatoria rendendolo ossessionato dal potere, tanto da considerare i metaumani il più grande pericolo per la sicurezza mondiale, motivo per cui ha assunto il controllo della JLI con l’intento di sabotarli dall’interno e renderli il più inefficaci possibile. Il suo odio per i metaumani è stato inoltre esacerbato dalla battaglia tra Superman e Doomsday a Coast City che, tra le vittim reclama la vita di sua madre. Inoltre pur essendo stato trasformato in cyborg ha successivamente sfruttato i suoi agganci con agenzie quali il Progetto Cadmus, il Progetto “M”, i Laboratori S.T.A.R. , i Blackhawks e la Progene Tech per compiere una serie di operazioni al fine di tornare alla normalità, maturando tuttavia definitivamente l’odio nei confronti di tutti i metaumani che lo porta ad assumere il comndo di Checkmate in veste di nuovo Re Nero.
Reclutato Alexander Luthor Jr. (figlio di Lex Luthor proveniente da una realtà alternativa) Lord prende il controllo del Grande Fratello, il satellite ideato da Batman per il monitoraggio dei super umani, al fine di usarlo come arma per cacciarli e ucciderli usando degli androidi chiamati OMACs. Le sue macchinazioni vengono tuttavia scoperte da Blue Beetle motivo per il quale, dopo avergli proposto di allearsi con lui ricevendo un rifiuto, lo uccide sparandogli in testa, fatto a seguito del quale viene tradito da Sasha Bordeaux, che informa Batman e la Justice League della cospirazione, spingendo Lord ad assumere il controllo della mente di Superman e portarlo quasi ad uccidere Batman, salvo venire tramortito da Wonder Woman che, legato l’uomo col suo Lazo della Verità, gli chiede come spezzare il suo influsso sul kryptoniano e, saputo che il solo modo è uccidere Lord, gli spezza il collo. L’immagine dell’omicidio di Maxwell Lord per mano di Wonder Woman viene prontamente trasmessa via etere dal Grande Fratello in tutti gli schermi del mondo, distruggendone la reputazione e incrinando la sua amicizia con Superman e Batman.
In seguito Booster Gold viaggia nel tempo per cercare di impedire che Lord uccida il suo migliore amico Ted Kord, Blue Beetle, ma questi lo convince a rinunciare dopo aver realizzato che la sua morte è il solo modo per far si che il Progetto OMAC venga scoperto per tempo. Successivamente la tomba di Maxwell Lord viene profanata ed il suo teschio utilizzato da Morgana Le Fey per compiere l’incantesimo che da luogo agli eventi dell’universo alternativo di Trinità.

### Resurrezione
Nel corso degli eventi de La notte più profonda, Lord viene resuscitato come Lanterna Nera per tormentare Wonder Woman e, terminato l’influsso del potere di Mano Nera, è tra i pochi cadaveri rianimati a ritornare completamente alla vita. Dopo aver cancellato la sua esistenza dalla memoria del mondo intero servendosi di una macchina per amplificare i suoi poteri, Lord realizza che dopo la sua resurrezione chiunque controlli mentalmente si trasforma in uno zombie e, dunque, per ripristinare i suoi pteri originali, provoca la morte di Magog per scongiurare una guerra tra metaumani dimostrandosi “meritevole” della vita alle forze cosmiche, dopodiché tenta di vendicarsi di Wonder Woman dapprima facendola scontrare con Power Girl e poi con un nuovo androide OMAC perfezionato, finendo tuttavia per essere sconfitto e tornare ad esistere nella memoria del Pianeta, sebbene riesca comunque a fuggire ed evitare la cattura.

### Rinascita
Nell'Universo DC successivo a Rinascita, Maxwell Lord è un miliardario figlio di Albert e Maxine Lord, nato con poteri telepatici e rimasto orfano di padre durante l’adolescenza poiché questi si è suicidato dopo aver saputo di aver venduto prodotti cancerogeni. Divenuto ossessionato dal potere a causa dell’educazione materna, crescendo Lord ha manipolato la JLI, concepito la terrorista metaumana Liar Liar con una donna di nome Susan Deropalis ed è stato ucciso da Wonder Woman salvo poi tornare in vita e diventare direttore dapprima di Checkmate e poi del Progetto Cadmus, provocando involontariamente la rivolta degli OMAC, fatto a seguito del quale viene destituito, arrestato dalla Squadra Suicida e interrogato da Amanda Waller, dalla quale riesce a scappare estorcendole coi suoi poteri mentali la posizione di un carcere segreto per super umani pericolosi che intende manipolare per affrontare la Justice League, finendo però per entrare a contatto col "Cuore di Oscurità" e diventare il nuovo avatar di Eclipso per poi essere sconfitto e liberato dagli sforzi congiunti di Squadra Suicida e Justice League.
Dopo aver temporaneamente militato nella Task Force XI della Waller, Lord viene reclutato da Wonder Woman affinché la aiuti a sconfiggere sua figlia, salvo però tradirla e tentare di ucciderla finendo nuovamente arrestato. In seguito viene incaricato da Darkseid di trovare ed assumere il controllo di Kamal, un ragazzino indiano asceso a divinità.

## Poteri e abilità
Nella sua raffigurazione originale, Maxwell Lord è diventato un metaumano a seguito dell'invasione della Terra dei Dominatori, ottenendo poteri che lo rendono in grado di influenzare telepaticamente le menti altrui, tipicamente sotto forma di suggerimento subconscio agli altri che, tuttavia, gli richiede un grande sforzo mentale e gli provochi generalmente epistassi. Col tempo, i poteri di Lord sono tuttavia cresciuti tanto da renderlo capace di assumere il pieno controllo di altri esseri, incluso Superman, rendendolo così una tale minaccia per la sicurezza globale che Wonder Woman è stata costretta ad ucciderlo dopo aver scoperto, interrogandolo col Lazo della Verità, che solo la sua morte avrebbe potuto liberare l’Uomo d’Acciaio.
Dopo la sua resurrezione ne La notte più profonda, Lord ha dimostrato di essere in grado di cancellare dalla memoria collettiva del mondo i ricordi delle sue passate azioni criminali sebbene, per sopravvivere al trauma cerebrale, abbia dovuto immergersi in una vasca di ghiaccio e collegarsi a una macchina per la trasfusione di sangue. Inoltre, come conseguenza dell’essere stato una Lanterna Nera, i suoi poteri sono brevemente cambiati rendendolo in grado di trasformare le persone soggette al suo controllo mentale in zombie  ma, dopo aver rimosso tale effetto collaterale riportando le sue doti alla normalità, si è dimostrato capace di controllare ogni O.M.A.C. a riposo infiltrato nella popolazione mondiale.
Nell’Universo DC rilanciato in Rinascita, il personaggio è invece raffigurato come metaumano dalla nascita e i suoi poteri consistono principalmente in una forma di persuasione psichica ottimizzata al meglio se abbinata a un comando vocale. Il limite principale delle sue abilità è tuttavia che funzionano sfruttando e promuovendo i desideri e le inibizioni sottostanti delle sue vittime, spingendoli ad agire sulla base di desideri inconsci senza però avere il controllo totale su di loro; riesce difatti a far emergere il desiderio inconscio di Deadshot di uccidere la figlia per non avere più freni morali, ma nel tentativo di manipolare Killer Frost fa solo emergere il suo desiderio di fare la differenza.
Oltre alle sue doti metaumane, Max è esperto nell'inganno, nell'analisi tattica, nella gestione aziendale e nel combattimento corpo a corpo, tanto da essere in grado di tenere testa a Booster Gold in uno scontro fisico.

## Altre versioni

### Amalgam
Nell'universo Amalgam, Maxwell Hodge (unione tra Maxwell Lord e Cameron Hodge) è un membro dell’Hellfire League of Injustice votato allo sterminio dei metamutanti.

### Justice Riders
Nell’Elseworlds Justice Riders, Maxwell Lord è un prestigioso barone delle ferrovie del XIX secolo.

### Wonder Woman: Terra Uno
Nella realtà di Terra-Uno, Maxwell Lord è un’identità fittizia utilizzata da Ares.

## Altri media

### Cinema

Maxwell Lord interpretato da Pedro Pascal in Wonder Woman 1984 (2020)

- Maxwell Lord, sarebbe dovuto comparire, interpretato da Jay Baruchel, in Justice League: Mortal, film mai realizzato sulla Justice League dove il personaggio sarebbe stato un umano di nome Jonah Wilkes, rapito dal governo statunitense da bambino e dotato di poteri psichici come parte del Progetto O.M.A.C.[70]

- Nel film del DC Extended Universe (DCEU) Wonder Woman 1984 (2020), Maxwell Lord, interpretato da Pedro Pascal[71] con la voce italiana di Alessio Cigliano, è il principale antagonista. In questa versione il suo vero nome è Maxwell Lorenzano, imprenditore a capo della Black Gold che si impossessa della "Pietra dei Sogni" per salvare la sua compagnia dal fallimento, salvo poi rinunciare al potere per ricongiungersi al figlio Alistair.

### DC Universe
- Nel franchise del DC Universe (DCU) Maxwell Lord è interpretato da Sean Gunn[72] con la voce italiana di Edoardo Stoppacciaro. In questa versione è l'amministratore delegato della LordTech nonché sponsor della Justice Gang.
  - In Superman (2025),[73] compare brevemente in un'intervista televisiva in cui critica Lex Luthor.
  - Il personaggio ricomparirà nella seconda stagione di Peacemaker (2022-in corso).[74]

### Televisione
- Maxwell Lord, doppiato da Tim Matheson[75] con la voce italiana di Diego Sabre, compare in un episodio della serie animata Justice League Unlimited, dove è un membro del Progetto Cadmus e manager degli Ultimen, un gruppo di supereroi creati artificialmente e che lavorano indipendentemente dalla Justice League.
- Nella serie televisiva Smallville Maxwell Lord, interpretato dall'attore Gil Bellows[76] con la voce italiana di Roberto Pedicini, compare nel corso della decima stagione come Re Nero di Checkmate dotato della capacità di manipolare il pensiero altrui.
- In Supergirl Maxwell Lord, interpretato da Peter Facinelli con la voce italiana di Gabriele Sabatini, è il fondatore delle Lord Industries, moralmente grigio ed affetto dal complesso di Dio, Max è figlio di due scienziati governativi morti sul lavoro a causa di condizioni non sicure, cosa che ha minato permanentemente la sua fiducia nelle agenzie governative.[77] Pur facendo il possibile per scoprire l’identità di Supergirl, altrettanto di frequente si allea con lei per il bene di National City e della Terra.
- Il personaggio, doppiato da P. J. Byrne, compare nella serie DC Super Hero Girls come esperto di pubbliche relazioni.

### Videogiochi
- Maxwell Lord è un personaggio evocabile in Scribblenauts Unmasked: A DC Comics Adventure.[78]

## Critica
Molti lettori hanno criticato il modo in cui il personaggio ha riottenuto il suo corpo umano e i suoi poteri telepatici dopo essere stato trasformato in cyborg, dato che tali cambiamenti non sono stati fatti risalire né ai colpi sferrati da Superboy-Prime all'universo né all'influenza di Alexander Luthor Jr. o dello Psico-Pirata quanto a un retcon percepito come forzato in quanto al pannello "Crisis Counseling" al Wizard World Chicago, Dan DiDio spiegando i motivi per cui è stato scelto di utilizzare il personaggio di Lord all'interno di Crisi infinita ha affermato che, dopo aver vagliato varie possibilità su chi sarebbe potuto essere "il nuovo leader per Checkmate", sia stato suggerito Maxwell Lord. Molti degli editori hanno pensato che sarebbe stata un'ottima idea, dato che il personaggio aveva mostrato una vena di meschinità e già ucciso in precedenza. L'idea era però stata abbandonata a causa degli errori di continuità che avrebbe comportato, come il fatto che fosse un cyborg, ma in seguito sono tornati sui loro passi poiché nessun altro personaggio candidato andava bene. «Pensammo a questo aspetto della storia [quando Maxwell Lord fu trasformato in cyborg] ancora un po'», ha spiegato DiDio. «E quindi chiesi, 'Qualcuno l'ha letto?' No. 'A qualcuno l'idea piacie?' No. Così siamo andati avanti con Max umano, e che era stato umano, e non abbiamo lasciato che questa piccola parte del passato si mettesse in mezzo a questa storia. Volevamo il meglio per Countdown [to Infinite Crisis], e per noi, ciò significava che Max doveva essere umano».

### Impatto sui fumetti
Dopo che Maxwell Lord ha ucciso Blue Beetle, alcuni appassionati di fumetti hanno iniziato a usare il termine "spinti da Max Lord" per fare riferimento a omicidi inspiegabili o rivelazioni scioccanti su personaggi noti che vanno contro la continuity, tanto che al Comic-Con del 2008 lo stesso Dan DiDio ha affermato «Non avremo a che fare con Barry Allen e Wally West spinti da Maxwell Lord».